# Țelină
Țelina (Apium graveolens) este o plantă din familia Apiaceae folosită în preparate culinare. A fost descrisă pentru prima dată de Carl Linnaeus în 1753. 
Specia este naturalizată pe scară largă în afara habitatului său natural și este folosită ca legumă. Soiurile moderne au fost selectate pentru frunzele, tulpinile sau rădăcinile lor.

## Descriere
Apium graveolens este o plantă perenă bienală sau monocarpică robustă, care produce flori și semințe o singură dată, în timpul celui de-al doilea an sau mai târziu.  Crește până la 1 m  înălțime. Tulpinile sunt solide, cu șanțuri vizibile la suprafață. Frunzele sunt de un verde strălucitor până la verde-gălbui, penat-lobate, cu foliole de diferite forme, adesea romboide, până la 6 cm lungime și 4 cm lățime. Florile sunt mici, aranjate în umbele, majoritatea cu pedunculi scurți, cu patru până la douăsprezece raze. Florile individuale sunt de culoare alb-crem până la alb-verzui, de 2-3 mm dimensiune. Fructul său este o achenă de 1-1,5 mm.
Planta poate rezista până la temperaturi aproape de 0 grade Celsius. Perioada de înflorire este la începutul toamnei. Este o plantă hidrofilă. Toate părțile plantei au un miros puternic de țelină.
Țelina foate fi polenizată prin insecte sau auto-polenizare.
|                                                            |
| Secțiune transversală a tijei de țelină din soiul „Pascal” |

|                                                         |
| Țesut de țelină văzut la microscop, mărit de 400 de ori |

|                   |
| Țelină de vânzare |

|                 |
| Flori de țelină |

|                   |
| Semințe de țelină |

## Taxonomie
Specia Apium graveolens a fost descrisă pentru prima dată de Carl Linnaeus în 1753. Au fost descrise multe soiuri, dar niciunul nu a fost acceptat de „Plants of the World Online”, cel puțin până în Mai 2024. A fost selectată ca specie tip a genului Apium și, prin urmare, a familiei Apiaceae și a ordinului Apiales. 

### Nomenclatură
Grupurile de soiuri au primit adesea nume de soiuri botanice, dar conform Codului internațional de nomenclatură pentru plante cultivate aceste grupuri nu sunt soiuri specifice botanice, ci varietăți ale aceleiași specii. De exemplu, o țelina cultivată  numită „Apium graveolens var. dulce”, care e specia botanică, pentru că e plantă cultivată se numește „Apium graveolens Grup Dulce”.

## Distribuție și habitat
Țelina sălbatică este nativă din Macaronezia și Irlanda în vest, în Scoția, Danemarca și Polonia în nordul Europei, până în Caucaz și Asia Centrală în est, chiar și până în vestul munților Himalaya. De asemenea, se regasește și în Africa de Nord până în Asia de Vest și Peninsula Arabică.  Este o plantă care preferă locurile umede, de obicei lângă coastă, unde solul este sărat, de obicei pe cursurile salmastre ale râurilor de maree, marginile șanțurilor și digurilor, mlaștinilor sărate și pereților mării.  La nord de Alpi, țelina sălbatică se găsește numai în zona de la poalele dealului, pe soluri cu un anumit conținut de sare.
Țelina este naturalizată pe scară largă în afara acestui habitat, fiind regăsită inclusiv în Scandinavia, America de Nord și de Sud, Africa, India, Asia Centrală, de Est și de Sud și Noua Zeelandă.

## Istorie
Țelina sălbatică a fost folosită pentru proprietățile sale medicale și ca condiment de către egiptenii, grecii și romanii antici, precum și în China. Folosirea semințelor de țelină ca medicament este descrisă Aulus Cornelius Celsus. Specia a fost dezvoltată ulterior ca legumă, în special în Italia din secolul al XVI-lea.

## Utilizări
Țelina este folosită în întregime ca legumă, fiind consumate rădăcina, frunzele și tulpina. Soiurile moderne au fost selectate pentru diferite utilizări, împărțindu-se în trei grupe în funcție de partea care este consumată în principal: 
- Apium graveolens Dulce Group; sin. Apium graveolens var. dulce  este folosită pentru tulpinile sale de frunze, care pot fi consumate crude sau gătite.
- Apium graveolens Rapaceum Group; sin. Apium graveolens var. rapaceum  este folosită pentru rădăcina sa foarte mare,  asemănătoare unui bulb.
- Apium graveolens Secalinum Group; sin. Apium graveolens var. secalinum are frunze mai mari; se mănâncă atât frunzele cât și tulpinile.

În țările cu climă temperată, țelina este crescută și pentru semințe, din care se poate extrage un ulei volatil folosit în industria parfumului și farmaceutică. Semințele se pot folosi și pentru aromă sau combinate cu sare, devenind sare de țelină.
Este folosită drept condiment în cocktail-uri (notabilă este contribuția la cocktail-ul Bloody Mary).
| |
| Apium graveolens Dulce Group (sin. Apium graveolens var. dulce) este folosită în principal pentru tulpinile sale. |

| |
| Apium graveolens Rapaceum Group (sin. Apium graveolens var. rapaceum) este folosită pentru rădăcina sa foarte mare, dar și pentru frunzele și tulpina sa |

| |
| 'Apium graveolens Secalinum Group (sin. Apium graveolens var. secalinum) este folosită în principal pentru frunzele sale. |

## Chimie
Principalele substanțe chimice responsabile pentru aroma și gustul țelinei sunt butilftalida și sedanolida. 

## Reacții alergice
Deși mulți oameni consumă cu plăcere mâncarea preparată cu țelină, o mică parte pot avea reacții alergice severe. Pentru aceste persoane, contactul cu țelina poate fi fatal, întrând în șoc anafilactic.
O reacție alergică poate fi pornită consumând produse preparate cu mașini care mai devreme au procesat țelină. În contrast cu alergia provocată de arahide, cea mai răspândită în S.U.A., alergia provocată de țelină este cel mai predominantă în Europa Centrală.